# Steuart Liebig
Steuart Liebig (1956) is een Amerikaanse jazzbassist en componist van de modern creative jazz en de nieuwe improvisatiemuziek.

## Biografie
Liebig groeide op in Los Angeles en begon als jeugdige onder de invloed van de rock- en bluesmuziek van de jaren 1960 met de basgitaar. Op de middelbare school kwam hij dan in aanraking met de jazz. Op het college begon hij met zijn eerste experimenten met geluiden. Tussen 1974 en 1976 behoorde hij tot de band van John Beasley. Vervolgens, op 19-jarige leeftijd, speelde hij ritmegitaar in de band van de soulpianist en zanger Les McCann en werkte hij mee aan vier albums. In 1979 verliet hij McCanns band om tot 1983 klassieke contrabas, muziekgeschiedenis en compositie te studeren aan de California State University. Na zijn studieafronding formeerde hij met Nels Cline de fusionband BLOC, speelde hij bij Julius Hemphill in de JAH Band met Alex Cline en Bill Frisell, maar ook bij Michael Penn en met muzikanten, die zich in Los Angeles bezighielden met vrij geïmproviseerde muziek. Daarnaast hield hij zich bezig met de compositie van klassieke werken met zelfstudie.
Na de ontbinding van BLOC in 1993 besloot hij om zich te concentreren op de geïmproviseerde muziek en compositie. Hij formeerde de formatie Quartetto Stig met de instrumenten viool, trompet en drums en de door hem ontwikkelde contrabasgitaar. Met dit ensemble begon hij zijn compositorische ideeën te verwezenlijken. Met het kwartet nam hij drie albums op voor Vinny Golias Nine Winds Records (Hommages Obliques (1993), Lingua Oscura (1995) en Pienso Oculto (1997)). 
Daarna ontbond hij zijn kwartet en werkte hij met de formatie Stigtette (fluit, klarinet, trombone, contrabasgitaar) en het ensemble The Mentones (altsaxofoon, harmonica, drums, contrabasgitaar), dat zich bezighield met het materiaal van de Amerikaanse folkblues in het jargon van de freejazz en een vrij trio met Vinny Golia en de drummer Billy Mintz, met wie hij twee albums opnam voor Cadence Jazz Records (No Train, 1999; Antipodes, 2001).
In 1999 werkte hij met de percussionisten Gregg Bendian en Nels Cline (Myriad). In 2001 schreef hij de langere compositie Pomegranate voor zijn third stream-album KammerStig, beïnvloed door de muzikale vormtaal van Igor Stravinsky. Op het gelijknamige album speelden met Liebig de muzikanten Nels Cline, Mark Dresser, Jeff Gauthier, Vinny Golia, Ellen Burr en Tom Varner. Na 2000 ontstonden albums als The Mentones' Locustland en Nowhere Calling, Minim's Quicksilver, Stigtette's Delta en Kelpland Seranades in duet met Anna Homler en het trioalbum On the Cups of Fire and Water met Vinny Golia en Michael Vatcher. Met Alex Cline en Mark O'Leary ontstond het album Signs.
Bovendien schreef hij de muziek voor het improviserend kamerensemble The Meninas Quartet (2005/2006), het Seconda Prattica Quintet (2000–2005), de elektrio-jazzband Lane Ends Merge Left (1997–2005) en stukken voor solo-contrabasgitaar en langere werken voor zijn ensemble Kammerstig (Panharmonicon) (2005/2006) voor saxofoon, trompet, twee keyboards, twee percussionisten en contrabasgitaar. In 2006 werkte hij met de gitarist G.E. Stinson en het Tee-Tot Quartet, bestaande uit Joseph Berardi (percussie), Dan Clucas (kornet) en Scot Ray (dobro). In 2008 verscheen het album Always Outnumbered van het Tee-Tot Quartet, dat zich uitte in een mengeling van blues, rock-'n-roll, bop, swing en freejazz met muzikale voorbeelden als Charles Mingus, Robert Johnson, Louis Armstrong, Muddy Waters en Skip James.
In 2005 werd hij genoemd als bassist in de DownBeat-poll en in 2008 werd hij genomineerd voor de Alpert Award in the Arts.
- International Standard Name Identifier: 0000 0000 3314 8846
- Library of Congress Control Number: n91073555
- MusicBrainz: 4779d37d-16bf-46e3-91e6-d29df7756365
- Virtual International Authority File: 31176672
- WorldCat: E39PBJgt9ppjXqbyRGR8QxHBfq